# Perdita phymatae
Perdita phymatae är en biart som beskrevs av Cockerell 1895. Perdita phymatae ingår i släktet Perdita och familjen grävbin. Inga underarter finns listade i Catalogue of Life.

## Bildgalleri

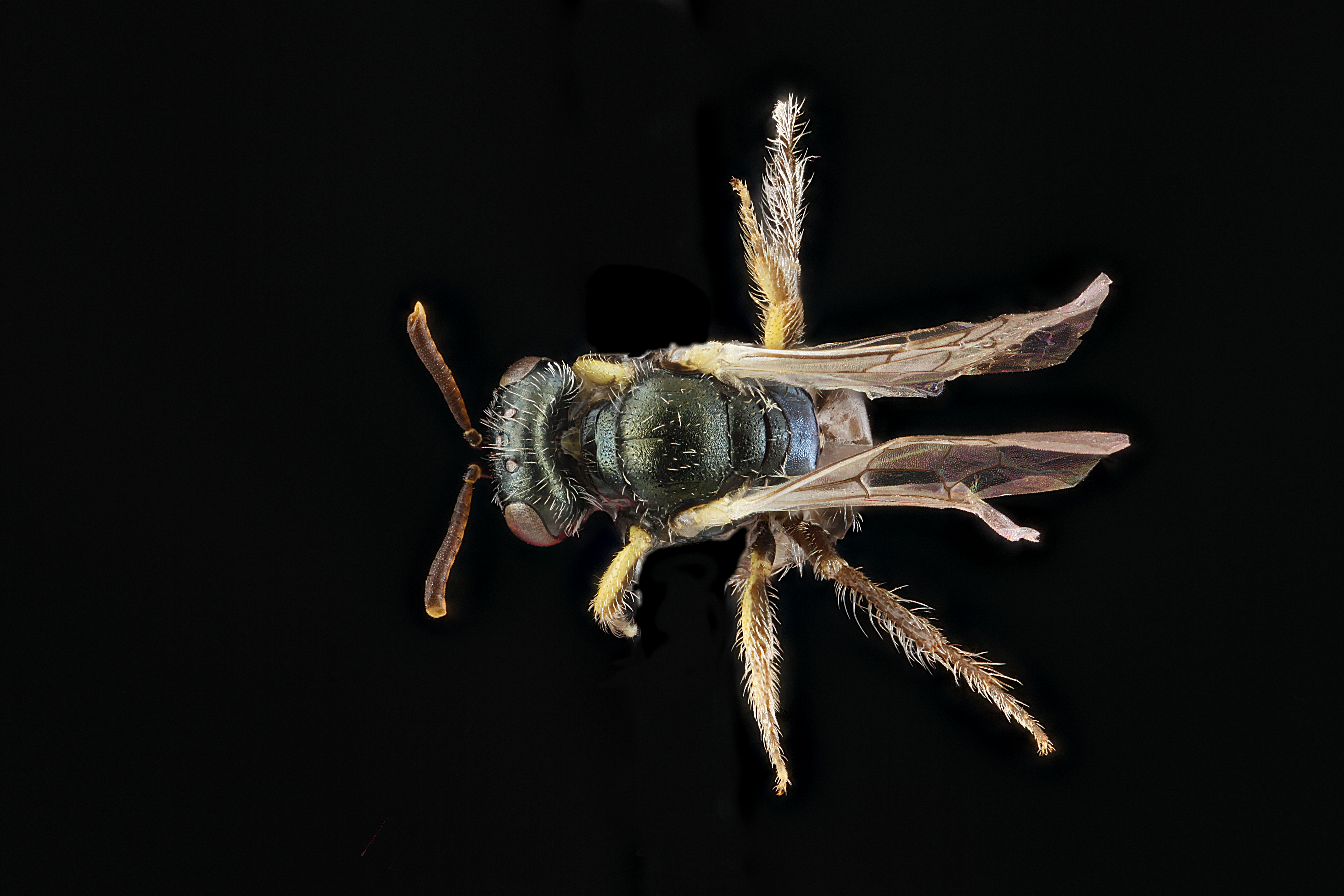
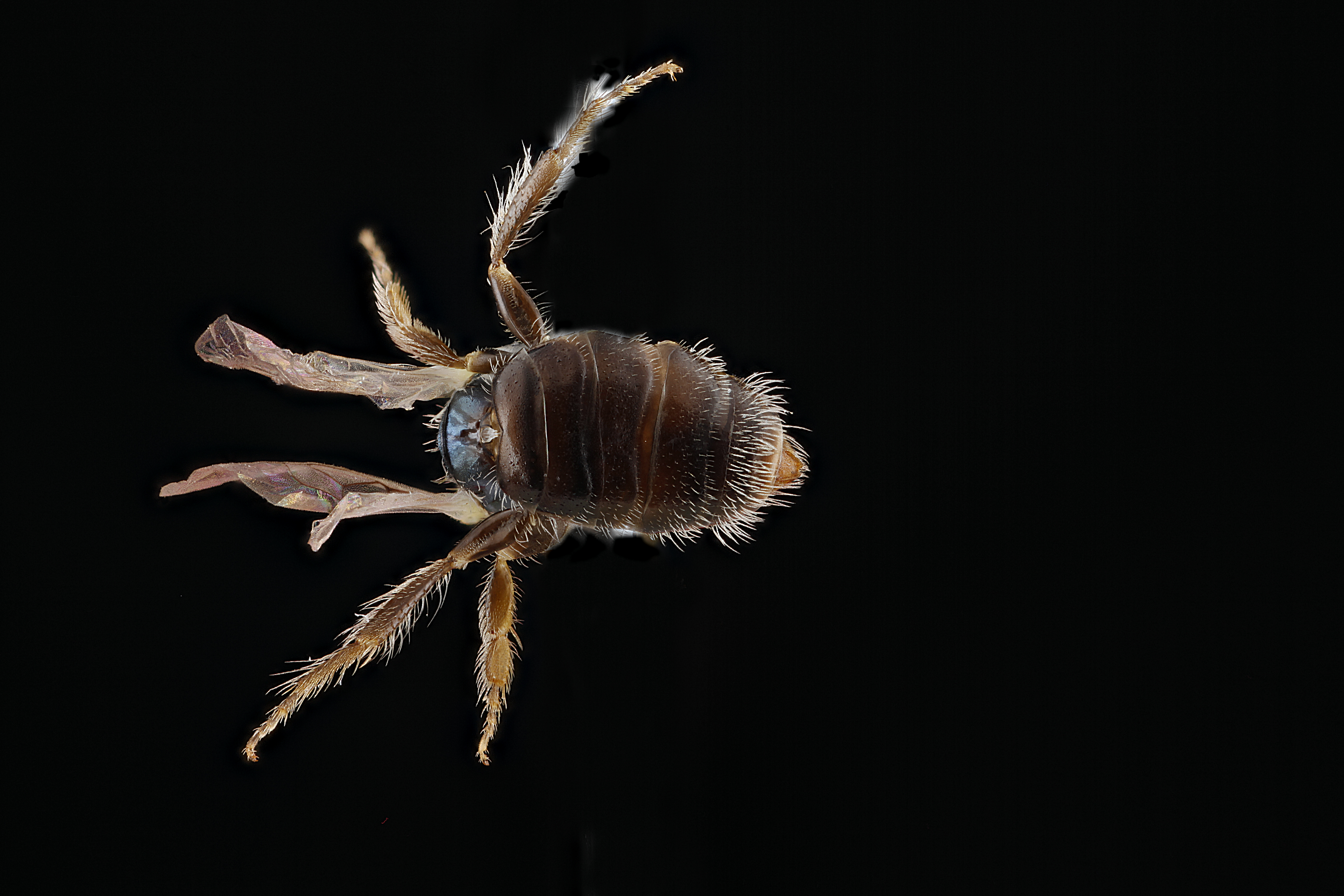